# Durrell Wildlife Conservation Trust
Durrell Wildlife Conservation Trust és una organització encarregada de perservar espècies en perill d'extinció.
Gerald Durrell va fundar l'associació caritativa Jersey Wildlife Preservation Trust el 1963 amb el dodo com a logotip de l'associació. El nom de l'associació va canviar de Jersey Wildlife a Durrell Wildlife el 26 de març de 1999 en nom del seu fundador. El seu patró és la princesa Anna.